# Stephanopis lata
Stephanopis lata är en spindelart som beskrevs av O. Pickard-Cambridge 1869. Stephanopis lata ingår i släktet Stephanopis och familjen krabbspindlar. Inga underarter finns listade i Catalogue of Life.